# Johann Zeyer
Johann Zeyer (* 28. Oktober 1894 in Haslau an der Donau; † 5. November 1970 in Hainburg) war ein österreichischer Politiker (ÖVP) und Landwirt. Zeyer war von 1949 bis 1959 Abgeordneter zum Landtag von Niederösterreich.
Zeyer war Landwirt in Maria Ellend, hatte aber auch den Beruf des Kaufmanns erlernt. Er leistete zwischen 1914 und 1918 seinen Militärdienst ab und war zwischen 1924 und 1938 Bürgermeister. Nach der Machtübernahme der Nationalsozialisten 1938 wurde er verhaftet. 1945 wurde er wieder Bürgermeister. Zeyer wurde der Berufstitel Ökonomierat verliehen, zwischen dem 5. November 1949 und dem 4. Juni 1959 vertrat er die ÖVP im Niederösterreichischen Landtag. 